# Meles meles marianensis
Meles meles marianensis es una subespecie de mamíferos carnívoros en la familia Mustelidae, subfamilia Mustelinae.

## Distribución geográfica
Se encuentra en la península ibérica.